# 140. vestlige længdekreds
Den 140. vestlige længdekreds (eller 140 grader vestlig længde) er en længdekreds, der ligger 140 grader vest for nulmeridianen. Den løber gennem Ishavet, Nordamerika, Stillehavet, det Sydlige Ishav og Antarktis.